# ノストラダムス一族
16世紀フランスの医師・占星術師ミシェル・ド・ノートルダムことノストラダムスの一族は、平凡なユダヤ系フランス人の家系である。しかし、ノストラダムスが予言者として祭り上げられる過程でその出自について粉飾が行われ、彼を予言者と信じる人々（以下「信奉者」）の間で踏襲されていった。これに対し、20世紀以降になると、実証的な立場から彼の一族について解明しようとする動きが見られるようになった。

## 旧説

### 先祖についての粉飾
ノストラダムス自身は、先祖についてはかなり漠然とした形でしか述べていなかった。しかし、その弟ジャン・ド・ノートルダムや息子セザール・ド・ノートルダム、秘書ジャン＝エメ・ド・シャヴィニーらによって、先祖について粉飾した経歴が語られるようになった。

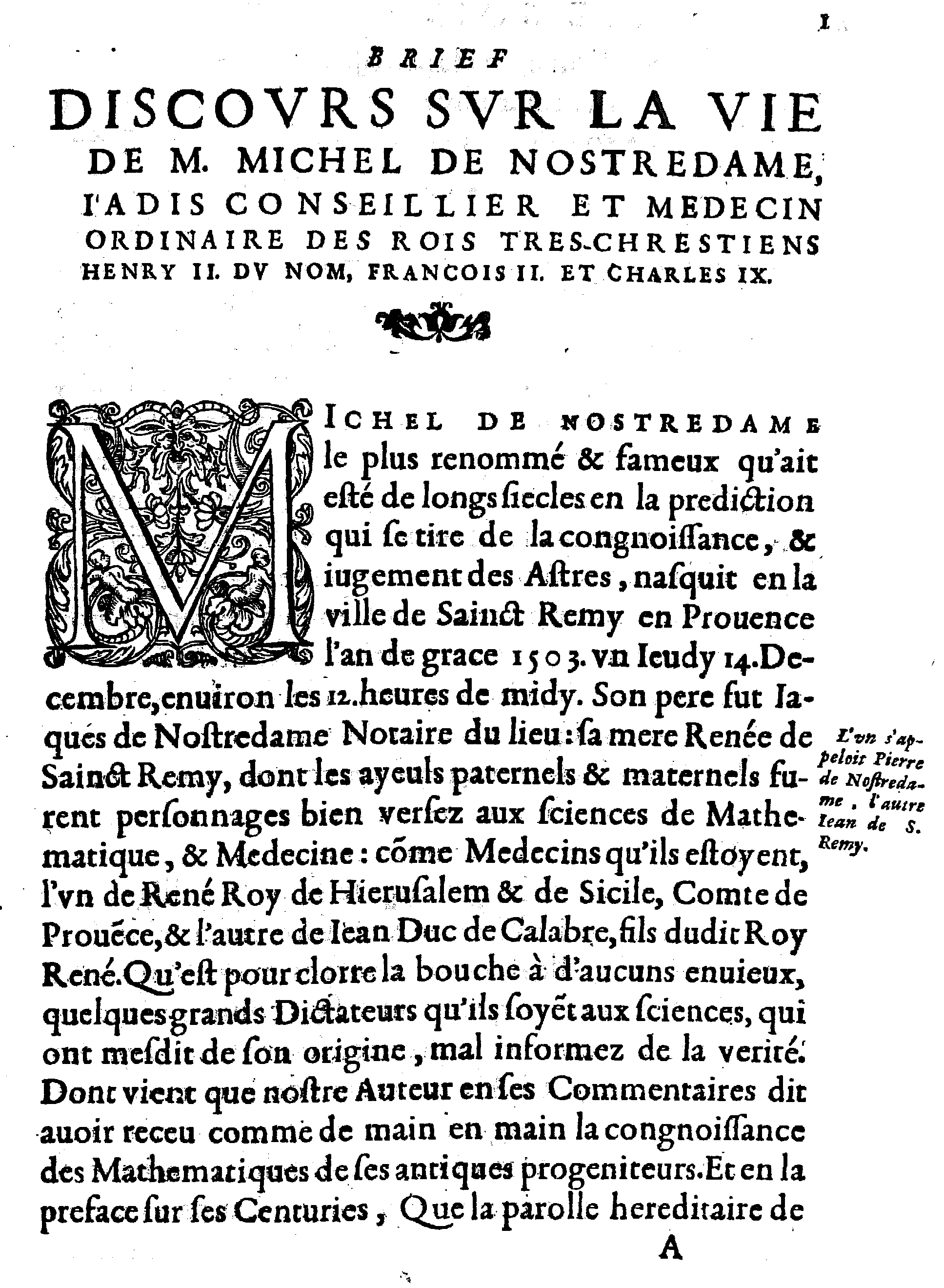
シャヴィニーによる伝記の最初のページ

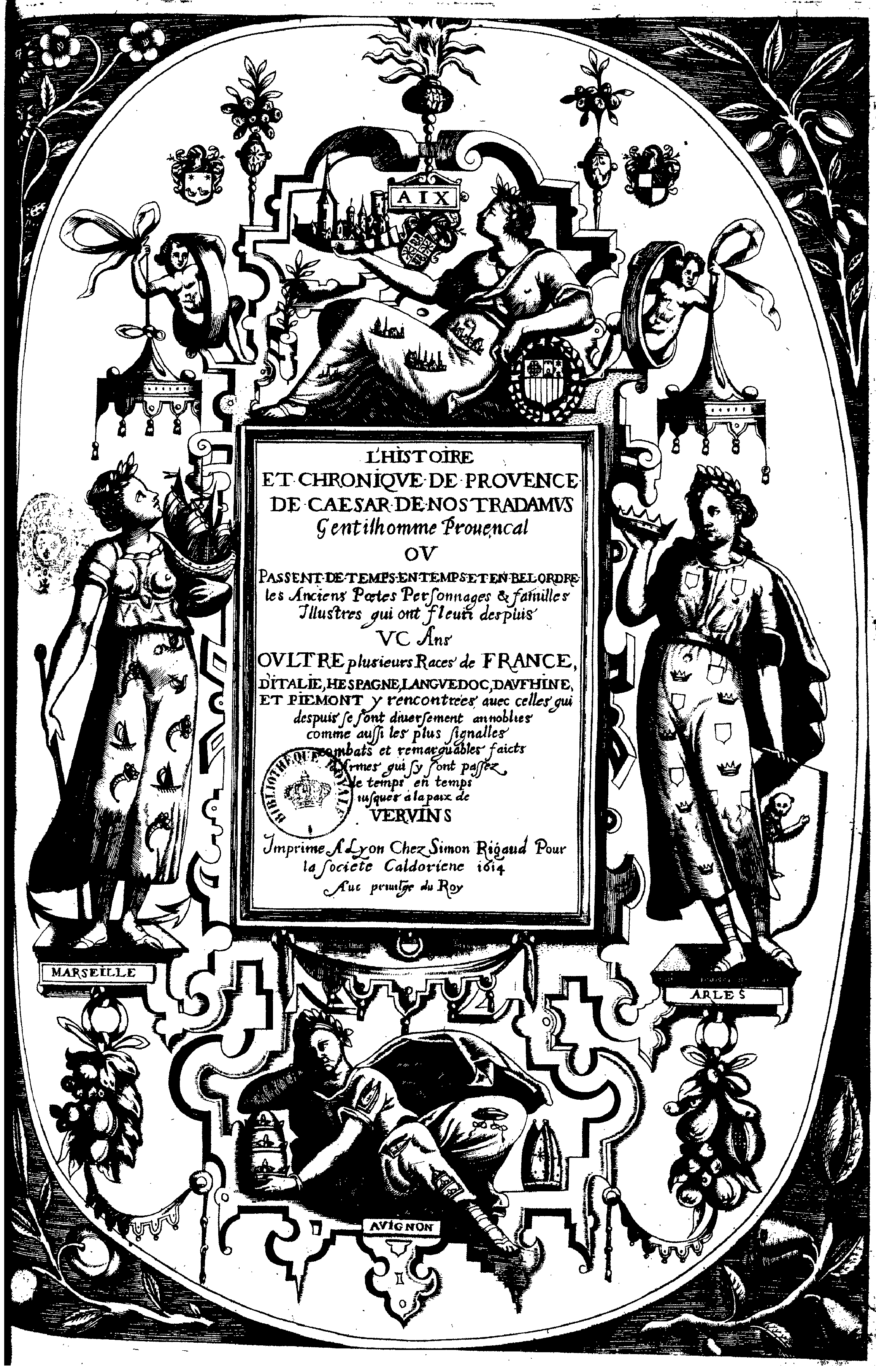
セザールの年代記

シャヴィニーは、その著書『フランスのヤヌスの第一の顔』（1594年）に収録した伝記「敬虔なるキリスト教徒たる歴代の国王アンリ2世、フランソワ2世、シャルル9世の常任侍医にして顧問であったミシェル・ド・ノートルダム師の生涯に関する小論」の中で、こう述べた。
彼の父ジャック・ド・ノートルダムはその地の公証人で、母はルネ・ド・サン＝レミといった。その父方と母方の祖父たち（一方の名はピエール・ド・ノートルダム、もう一方はジャン・ド・サン＝レミ）は占星術と医学に非常に長けた人物であり、医師として、一方はエルサレムとシチリアの王であったプロヴァンス伯ルネの侍医を、もう一方はルネ王の息子に当たるカラブリア公ジャンの侍医を、それぞれ務めていた。
彼（引用者注・ノストラダムス）に天体の科学への最初の関心を、戯れのような形で持たせていた母方の曽祖父が亡くなると、彼は人文科学を学ぶためにアヴィニョンへ送られた。
また、ノストラダムスの息子セザールは、叔父ジャンから引き継いだ草稿を基にした大著『プロヴァンスの歴史と年代記』（1614年）でこう述べた。
諸言語に通暁していた高名にして博学なる医師ピエール・ド・ノートルダムはミシェルの祖父で、その当時はカラブリア公に仕えていた。公は彼のことを常に近侍させており、同じように善良王ルネにも仕えた。
これらは、伝説化の中でも特に早い時期に属している。さらに18世紀の伝記作家ピエール＝ジョゼフ・ド・エーツになると、ノストラダムスの一族はユダヤの失われた十支族のひとつイッサカル族の末裔だとも述べた。
こうした伝説が信奉者たちの著作に引き写されていく中でさらに膨んでいき、20世紀になるとノストラダムスはラビを輩出した家柄に属するなどと主張する者たちも現れるようになった。

### 子孫についての誤伝
ノストラダムスは20代後半に最初の結婚をしたが、その妻や子供とは死別した。そして、40代半ばになって再婚し、3男3女をもうけた。この辺りの事情はシャヴィニーも正しく伝えていた。
アジャンでノストラダムスは大変に家柄の良い令嬢を妻に娶り、男児と女児の二児をもうけた。この妻子が亡くなると、彼は誰も連れずに一人で旅立ち、ついには生まれ故郷のプロヴァンスに戻ることにしたのである。
彼は二人目の妻との間に3男3女の6人の子供をもうけた。セザールという名の長男は、非常に快活な思いやりのある人物で、ノストラダムスは百詩篇集の初版を彼に捧げている。
しかし、ノストラダムスと同時代にはノストラダムス2世という偽者がおり、書誌学者ラ・クロワ・デュ・メーヌは誤ってノストラダムスの子供として紹介していた。後代にはさらにエスカレートし、わざわざシャヴィニーによる正しい紹介を否定した上で、誤った家族構成を主張する者も現れた。17世紀末から18世紀初頭に活動した信奉者バルタザール・ギノーはこう紹介した。
彼（引用者注・ノストラダムス）はそこで裕福な家庭の未婚女性ポンス・ジュメルと再婚した。『ガリアのヤヌス』（引用者注・シャヴィニーの著書の別名）は彼が6人の子供をもうけたと主張したが、実際には4人の子供、つまり3男1女しかいなかったのである。
第一子はミシェル・ノストラダムスという名を持ち、父と同じように占いをしようと志したが父のようには成功せず、1563年に1冊の占星術論 (un Traité d'Astrologie) をパリで出版したことで満足し、その科学（引用者注・占星術）を捨てた。
第二子はセザール・ノストラダムスで、彼はプロヴァンスの歴史を研究した。第三子はフランシスコ会修道士で、第四子は娘だった。
こうした位置付けは19世紀のミショーの人名辞典などにも引き継がれたが、エドガール・ルロワらの実証的研究の結果、ノストラダムスの息子に「ミシェル」という名の人物はいなかったことが明らかになっている。
ほかにも、血統的つながりがないにもかかわらず「ノストラダムス」と名乗った者たちは複数現れたが、それについてはノストラダムス (偽者)を参照のこと。

## 研究史
実証的なノストラダムス一族の研究は、20世紀の郷土史家エドガール・ルロワが先鞭をつけた。ルロワは、プロヴァンス地方の各自治体の古文書館で調査を行い、ノストラダムスの先祖や親類について研究した。ルロワの調査には脱漏もあったが、それはウジェーヌ・レーが補完した。現在の実証的なノストラダムス研究においても、伝記についてはルロワやレーの研究が土台となっている。
その結果、祖父や曽祖父が善良王ルネらの侍医を務めたとか、イッサカル族に連なるといった話は、いずれも史料上の裏付けが存在しないことが明らかになった。
以下、ノストラダムスを基準として、その先祖、兄弟、子孫について述べてゆく。

## 父系の先祖

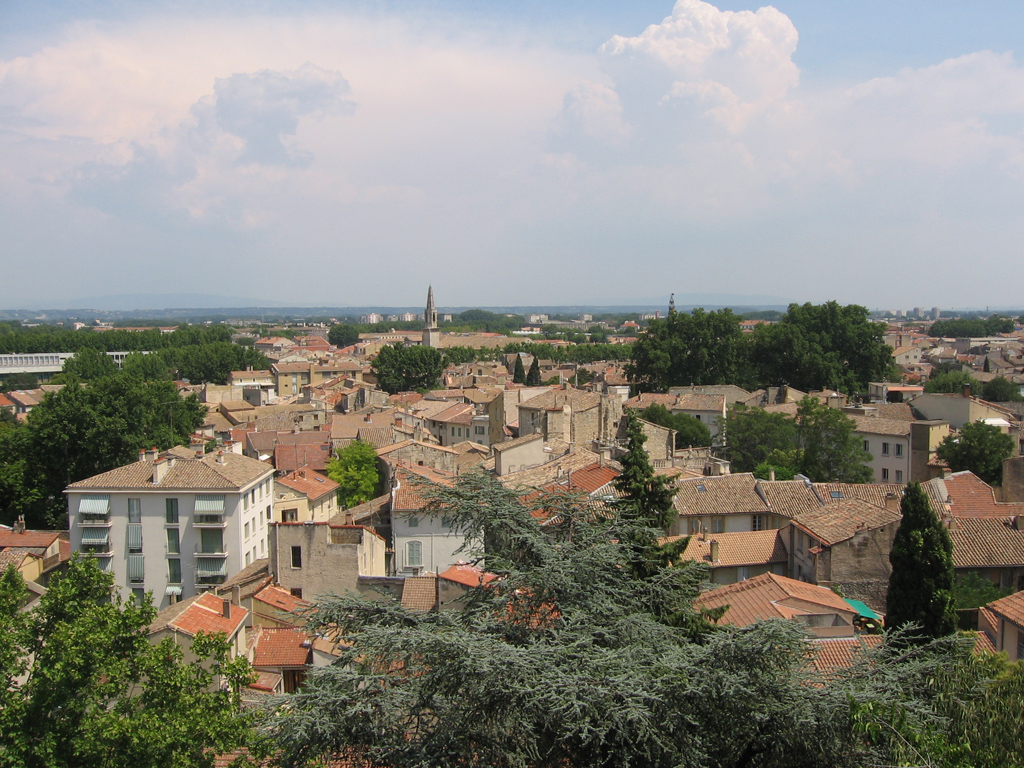
アヴィニョンの町並み

ノストラダムスの父系の先祖はアヴィニョンの商人だった。

### 曽祖父まで
アストリュージュ・ド・カルカソンヌ (Astruge de Carcassonne, 1370年頃 - 1417年以降) はノストラダムスの五代前の先祖で、史料からアヴィニョンで商業を営んでいたと推測されているユダヤ人である。ヴィタル、サロモン (Salomon)、ジョス (Josse)、コンプラデ (Compradet)、ベル (Belle)、ストルト (Sterete) という6人の子供がいた。
ヴィタル・ド・カルカソンヌ (Vital de Carcassonne, 1390年頃 - 1452年) は、ノストラダムスの高祖父である。アストリュージュの子で、アヴィニョンで小麦と織物の卸売商を営んでいた。クレギュ・マシプ (Crégut Massip) という人物の娘アストリュジー (Astrugie) と結婚し、ジャコブ (Jacob)、ダヴァン、マソヌ (Massone) という少なくとも3人の子をもうけた。
ダヴァン・ド・カルカソンヌ (Davin de Carcassonne, 1410年頃 - 1473年頃)は、ノストラダムスの父方の曽祖父である。ヴィタルの息子で、父の仕事を継いで商業を始めたが、1417年に教会大分裂が収束したのを機にアヴィニョンの人口が減少し、ペスト流行と相俟って苦労が多かったようである。 
1430年頃にユダヤ人女性ヴァンゲソンヌ (Vanguessonne, 1468年頃歿)と結婚した。彼女との間にクレカが生まれた。父ヴィタルが死んだ翌年（1453年）頃にキリスト教に改宗し、アルノートン・ド・ヴェロルグ (Arnauton de Vélorgue) と改名した。この改宗にヴァンゲソンヌが賛同せず、離婚した。
その後、1464年頃までに出自未詳の女性マリーと再婚し、彼女との間には息子トリスタンを授かった。1473年頃に歿したらしいが、生涯現役で小麦の取引や貸金業を営んでいたという。
トリスタン・ド・ヴェロルグ (Tristan de Vélorgue, 1464年以降 - 1528年頃) はノストラダムスの大叔父で、マルセイユに住み、1524年8月にマルセイユがブルボン公によって包囲されたときには、防衛隊に名を連ねた。その4年ほど後にはマルセイユの理髪師として記録が残っている。
| アストリュージュ |                |                |                |                |                |        |        |                |                |                |                |                |                |            |            |            |            |        |        |        |        |  |  |  |  |  |  |  |  |  |  |  |  |
|                  |                |                |                |                |                |        |        |                |                |                |                |                |                |            |            |            |            |        |        |        |        |  |  |  |  |  |  |  |  |  |  |  |  |
| ヴィタル         | ヴィタル       | ヴィタル       | ヴィタル       | ヴィタル       | ヴィタル       |        |        | アストリュジー | アストリュジー | アストリュジー | アストリュジー | アストリュジー | アストリュジー |            |            |            |            |        |        |        |        |  |  |  |  |  |  |  |  |  |  |  |  |
| ヴィタル         | ヴィタル       | ヴィタル       | ヴィタル       | ヴィタル       | ヴィタル       |        |        | アストリュジー | アストリュジー | アストリュジー | アストリュジー | アストリュジー | アストリュジー |            |            |            |            |        |        |        |        |  |  |  |  |  |  |  |  |  |  |  |  |
|                  |                |                |                |                |                |        |        |                |                |                |                |                |                |            |            |            |            |        |        |        |        |  |  |  |  |  |  |  |  |  |  |  |  |
|                  |                |                |                |                |                |        |        |                |                |                |                |                |                |            |            |            |            |        |        |        |        |  |  |  |  |  |  |  |  |  |  |  |  |
| ジャコブ         | ジャコブ       | ジャコブ       | ジャコブ       | ジャコブ       | ジャコブ       |        |        | ダヴァン       | ダヴァン       | ダヴァン       | ダヴァン       | ダヴァン       | ダヴァン       |            |            | マソヌ     | マソヌ     | マソヌ | マソヌ | マソヌ | マソヌ |  |  |  |  |  |  |  |  |  |  |  |  |
| ジャコブ         | ジャコブ       | ジャコブ       | ジャコブ       | ジャコブ       | ジャコブ       |        |        | ダヴァン       | ダヴァン       | ダヴァン       | ダヴァン       | ダヴァン       | ダヴァン       |            |            | マソヌ     | マソヌ     | マソヌ | マソヌ | マソヌ | マソヌ |  |  |  |  |  |  |  |  |  |  |  |  |
| ヴァンゲソンヌ   | ヴァンゲソンヌ | ヴァンゲソンヌ | ヴァンゲソンヌ | ヴァンゲソンヌ | ヴァンゲソンヌ |        |        |                |                |                |                |                |                |            |            | マリー     | マリー     | マリー | マリー | マリー | マリー |  |  |  |  |  |  |  |  |  |  |  |  |
| ヴァンゲソンヌ   | ヴァンゲソンヌ | ヴァンゲソンヌ | ヴァンゲソンヌ | ヴァンゲソンヌ | ヴァンゲソンヌ |        |        |                |                |                |                |                |                |            |            | マリー     | マリー     | マリー | マリー | マリー | マリー |  |  |  |  |  |  |  |  |  |  |  |  |
|                  |                |                |                |                |                |        |        |                |                |                |                |                |                |            |            |            |            |        |        |        |        |  |  |  |  |  |  |  |  |  |  |  |  |
|                  |                | クレカ         | クレカ         | クレカ         | クレカ         | クレカ | クレカ |                |                |                |                | トリスタン     | トリスタン     | トリスタン | トリスタン | トリスタン | トリスタン |        |        |        |        |  |  |  |  |  |  |  |  |  |  |  |  |

表1 クレカ（祖父）までの家系図
- 点線は婚姻関係、実線は親子関係を示す。
- 青枠は男性、赤枠は女性を示す。
- 太字はノストラダムスに直接つながる系譜

### 祖父
クレカ・ド・カルカソンヌ (Crescas de Carcassonne, 1430年頃 - 1485年頃) はアルノートンの息子で、ノストラダムスの祖父に当たる。後に名乗ったピエール・ド・ノートルダム (Pierre de Nostredame) の名でよく知られるが、ほかにもギ・ガソネ (Guy Gassonnet)、 ギドン・ガソネ (Guidon Gassonnet)、ペロ・ド・サント＝マリー (Perrot / Peyrot de Sainte-Marie) など、多くの異名で公文書に記録されている。関連文献において実子「アルルのピエール・ド・ノートルダム」などと区別するときには、「アヴィニョンのピエール・ド・ノートルダム」と書かれることもある。 
その呼び方にあるように、アヴィニョンで生まれた。正確な生年は未詳だが、1448年に18歳くらいで結婚しているため、1430年頃の生まれと推測されている。最初の妻はシストロンに住んでいたクレカ・ド・カステロの孫ステラ・ド・カステロ (Stella de Castello) だった。
クレカは小麦やカラス麦を扱う卸売商 (courtier) として活動し、高利貸も営んでいた。時期は不明だが、モントゥー (Monteux) に住んでいたジェセ・ガソネ (Jessé Gassonet) の娘ブナストリュジー・ガソネ (Benastrugie Gassonet) と再婚した。ジェセはクレカの親戚だったらしく、キリスト教徒に改宗していた 。しかし、ブナストリュジー自身は、クレカがキリスト教徒となった後も改宗を拒み、結局1463年6月に正式に離婚が認められた。 
クレカが改宗した時期ははっきりしない。エドガール・ルロワは1454年頃とし、改宗後の名であるピエール・ド・ノートルダム（ペトロ・デ・ノストラ・ドミナ）は、1455年の穀物取引記録ですでに見られるとしている。その一方、ウジェーヌ・レーは、1460年1月24日に先立つ5ヶ月の間に改宗したとしており、1457年の時点で「クレカ・ド・カルカソンヌ」が「アヴィニョンのユダヤ人」とされている記録も挙げている。また、改宗の背景として、1459年6月にカルパントラで起きたユダヤ人虐殺事件が、切迫した恐怖を呼び起こした可能性を指摘した。いずれにしても、1460年代初頭までにはキリスト教に改宗したことになり、そのことがブナストリュジーとの離婚につながった。
ピエール・ド・ノートルダムは、1464年12月8日にキリスト教徒ブランシュ・ド・サント＝マリーと婚約の式 (fiançailles) を執り行い、三度目の結婚をした。ブランシュとの間には、ジョーム、フランソワ、ピエール、カトリーヌ、バルトロメ、マルグリットという三男三女をもうけた。ジョームは後述する。次男フランソワは若くして亡くなったと推測されている。三男ピエールはアルルで商業を営んだ。長女カトリーヌは三度結婚することになる女性で、相手はいずれもアルル在住だった。次女バルトロメはサロン・ド・クローの商人と結婚した。三女マルグリットは1494年12月26日にアヴィニョンの染物業者ピエール・ド・ジョアニス (Pierre de Joannis) と結婚した。
彼らの父ピエールは生涯、穀物商人として活動し、不動産取引に関心を示した時期もあったようである。正確な没年は不明だが、1485年2月の記録を元に、1484年から1485年にかけて、52歳くらいで亡くなったと推測されている。

### 祖母
ブランシュ・ド・サント＝マリー (Blanche de Sainte-Marie) はノストラダムスの父方の祖母で、ブランシュ・ド・ノートルダムとも名乗ったが、その生涯についての情報は少ない。生年は未詳である。医師ピエール・ド・サント＝マリーの娘として生まれ、1464年にピエール・ド・ノートルダムと結婚したときには、エクス＝アン＝プロヴァンスに住んでいた。 
没年も未詳だが、1503年2月15日に借金取立ての権利を娘婿のジョアニスに譲った記録があるので、少なくともその頃までは生きていたことが明らかになっている。

### 父親
ジョーム・ド・ノートルダム (Jaume de Nostredame, 1470年頃 - 1547年頃) は、ノストラダムスの父。アヴィニョンとサン＝レミで、商人、公証人などとして活動した。ジョメ・ド・ノートルダム (Jaumet de Nostredame)、ジャック・ド・ノートルダム (Jacques de Nostredame)、ジャック・ド・サント＝マリー (Jacques de Sainte-Marie) などとも記録されている。 
ジョームは1470年頃にアヴィニョンで生まれた。父ピエールの死は1485年頃で、ジョームが15歳頃にあたっている。ジョームは当初父の職をついでアヴィニョンで商業と貸金業を営んでいたが、1495年5月14日にプロヴァンス州サン＝レミのレニエールと結婚したのを機に、サン＝レミに転居した。 

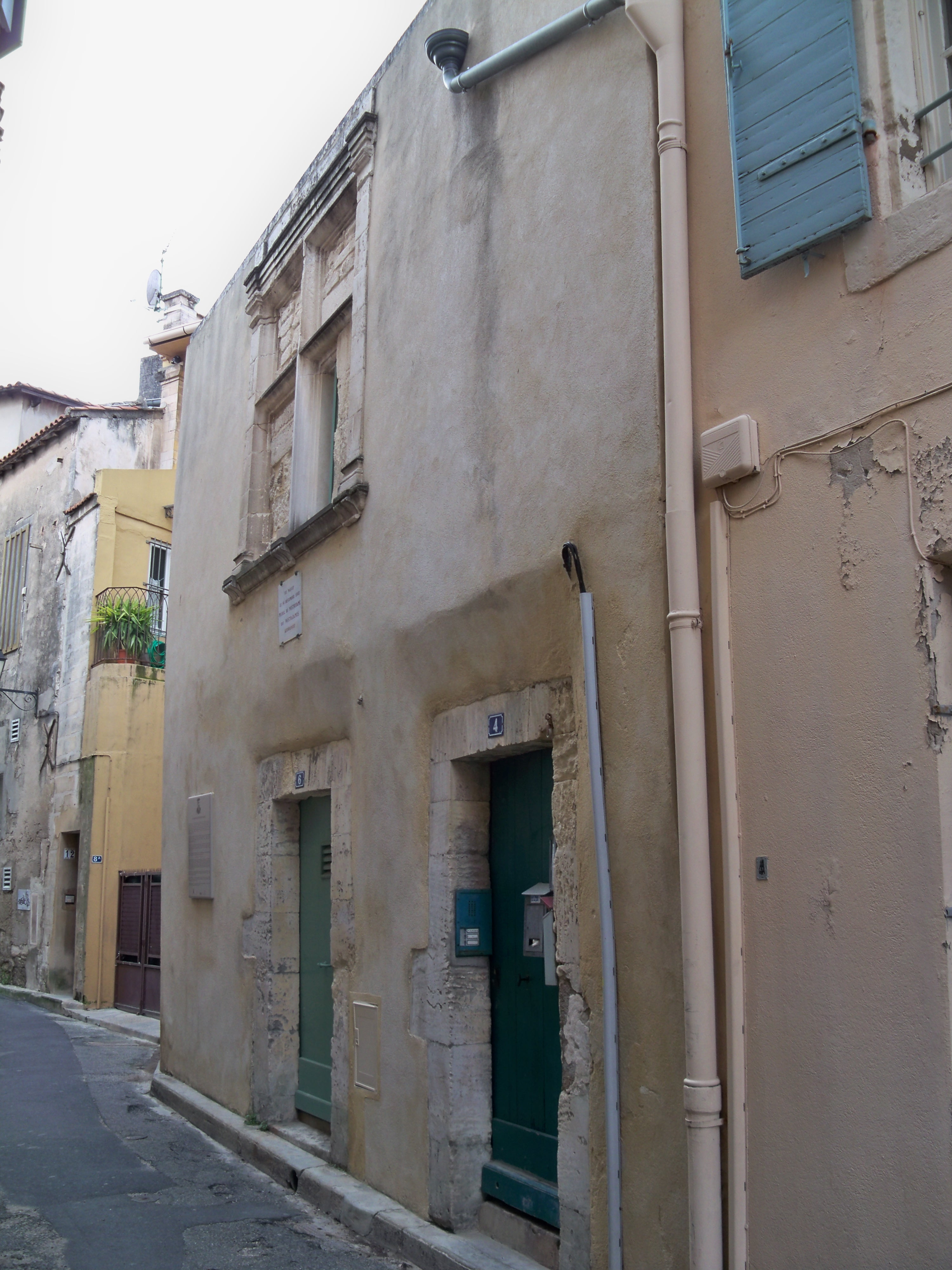
ノストラダムスが生まれた時に一家が住んでいたとされる家

ジョームはレニエールとの間に少なくとも七男一女をもうけた。そのうち、長男に当たるのが、医師・占星術師として名を成すことになるミシェル（ノストラダムス）である。ジョームは、ミシェルの誕生と前後する時期から、商人としてだけでなく公証人としても活動するようになる。 
サン＝レミの飛び地ラ・トゥール・ド・カニヤックの共同領主 (co-seigneurs) たちの公証人・代書人 (scribe et greffier) を1513年から1521年まで務めていた。それと並行して1519年8月13日から少しの間、同じ飛び地で貴族アントワーヌ・アルメランが務めていた小法廷代官 (le baïl de la petite cour de justice) の代理にも任命されていた。この時期にジョームは貴族の仕事の代理をしているという理由で「貴族」を自称していた。
1540年10月22日には、フランソワ1世からフランスの市民権を公式に認められた。ジョームは教皇領だったアヴィニョンの生まれである一方、その職歴のほとんどはフランス領内で蓄積されていたことから、市民権（国籍）の問題が存在していたのである。 
正確な没年は明らかになっていないが、1547年2月6日付の文書で、ジョームの息子たちを共同相続人とする記述が見られることから、1546年末から1547年初め頃に歿していたと推測されている。

## 母方の先祖
母方の先祖については史料的に裏付けられている人物が少ない。

### 曽祖父
ジャン・ド・サン＝レミ (Jean de Saint-Rémy, 1428年頃 - 1504年?) はノストラダムスの母方の曽祖父で、サン＝レミ＝ド＝プロヴァンスの医師であった。
その正確な生年は不明だが、1478年10月の公文書で50歳と記載されていることなどから、1428年頃の生まれとされる。確認されている限りでは、ジャンはキリスト教徒であった。通俗的には、本人ないしその父親が改宗した元ユダヤ教徒だったとされるが、その辺りの事情を証明できる史料は残っていない。 
時期は不明だがシレット (Sillette) という女性と結婚し、息子ルネをもうけた。妻シレットに関する詳しい情報はない。
ジャンの職業は医師だったが、それとともに1581年から1504年の間はサン＝レミ＝ド＝プロヴァンス市当局のクラヴェール (clavaire) の地位にあった。また、サン＝レミの法廷の下級代官補佐 (vice-baïle de la cour) を務めていた時期が何度もあった。こうした事情から町の名士として様々な郷土史料にその名を見出せるが、非常に有名な「善良王ルネの侍医を務めていた」という説を裏付けられる史料は確認されていない。
1495年3月14日には、孫娘レニエールの結婚持参金のために、財産分与を行っている。ジャンは妻シレットとともに孫娘夫妻と同居し、孫娘の夫でアヴィニョンの商人だったジョームが、サン＝レミの町で公証人としての仕事を始める際にも、いろいろと支援をしたようである。
前述のようにジャンは様々な郷土史料にその名が残っているが、1504年を境に全く見られなくなる。そのため、この年に歿したと考えられている。ジャンについては、ノストラダムスが幼い頃に様々な外国語、医学、占星術などの知識を伝えた「老教師」としての側面が強調されてきた。そうした見方を最初に公刊したのは、すでに見たようにジャン＝エメ・ド・シャヴィニーである。しかし、ジャン・ド・サン＝レミが1504年以降も生きていたという記録は今のところ全く見出されていない。

### 曽祖父・曾祖母
ルネ・ド・サン＝レミ (René de Saint-Rémy) はノストラダムスの母方の祖父である。伝記的事実で分かっていることは少ない。生年は未詳で、ベアトリス・トゥレルと結婚し、娘レニエールをもうけた。1479年頃に亡くなり、ベアトリスの父ジャックとジャン・ド・サン＝レミの間で、ベアトリスの結婚持参金返還をめぐる係争があった
ベアトリス・トゥレル (Béatrice Tourrel) は、ノストラダムスの母方の祖母だが、こちらも伝記的事実で明らかになっていることが少なく、マルセイユ出身のジャック・トゥレルという人物の娘で、ルネ・ド・サン＝レミと結婚したことだけしか分かっていない。トゥレル家自体は、サン＝レミ＝ド＝プロヴァンスでは19世紀まで知られた名だったという。

### 母親
レニエール・ド・サン＝レミ (Reynière de Saint-Rémy) はノストラダムスの母で、ルネ・ド・サン＝レミ (Renée de Saint-Rémy) とも表記される（父親のルネとは綴りが異なる）。 
生涯に関して分かっていることはほとんどないが、エドガール・ルロワは彼女がキリスト教徒だったと推測している。生没年も不明だが、ウジェーヌ・レーは1536年以降に歿したと推測している。
| ジャン・ド・サン＝レミ | ジャン・ド・サン＝レミ | ジャン・ド・サン＝レミ | ジャン・ド・サン＝レミ | ジャン・ド・サン＝レミ | ジャン・ド・サン＝レミ |          |          | シレット   | シレット   | シレット   | シレット   | シレット   | シレット   |            |            |            |            |            |            |                    |                    |                    |                    |                    |                    |              |              |              |              |            |            |            |            |            |            |            |            |            |            |            |            |              |              |              |              |              |              |  |  |  |  |  |  |
| ジャン・ド・サン＝レミ | ジャン・ド・サン＝レミ | ジャン・ド・サン＝レミ | ジャン・ド・サン＝レミ | ジャン・ド・サン＝レミ | ジャン・ド・サン＝レミ |          |          | シレット   | シレット   | シレット   | シレット   | シレット   | シレット   |            |            |            |            |            |            |                    |                    |                    |                    |                    |                    |              |              |              |              |            |            |            |            |            |            |            |            |            |            |            |            |              |              |              |              |              |              |  |  |  |  |  |  |
|                        |                        |                        |                        |                        |                        |          |          |            |            |            |            |            |            |            |            |            |            |            |            |                    |                    |                    |                    |                    |                    |              |              |              |              |            |            |            |            |            |            |            |            |            |            |            |            |              |              |              |              |              |              |  |  |  |  |  |  |
|                        |                        |                        |                        | ルネ                   | ルネ                   | ルネ     | ルネ     | ルネ       | ルネ       |            |            | ベアトリス | ベアトリス | ベアトリス | ベアトリス | ベアトリス | ベアトリス |            |            | ピエール（クレカ） | ピエール（クレカ） | ピエール（クレカ） | ピエール（クレカ） | ピエール（クレカ） | ピエール（クレカ） |              |              | ブランシュ   | ブランシュ   | ブランシュ | ブランシュ | ブランシュ | ブランシュ |            |            |            |            |            |            |            |            |              |              |              |              |              |              |  |  |  |  |  |  |
|                        |                        |                        |                        | ルネ                   | ルネ                   | ルネ     | ルネ     | ルネ       | ルネ       |            |            | ベアトリス | ベアトリス | ベアトリス | ベアトリス | ベアトリス | ベアトリス |            |            | ピエール（クレカ） | ピエール（クレカ） | ピエール（クレカ） | ピエール（クレカ） | ピエール（クレカ） | ピエール（クレカ） |              |              | ブランシュ   | ブランシュ   | ブランシュ | ブランシュ | ブランシュ | ブランシュ |            |            |            |            |            |            |            |            |              |              |              |              |              |              |  |  |  |  |  |  |
|                        |                        |                        |                        |                        |                        |          |          |            |            |            |            |            |            |            |            |            |            |            |            |                    |                    |                    |                    |                    |                    |              |              |              |              |            |            |            |            |            |            |            |            |            |            |            |            |              |              |              |              |              |              |  |  |  |  |  |  |
|                        |                        |                        |                        |                        |                        |          |          |            |            |            |            |            |            |            |            |            |            |            |            |                    |                    |                    |                    |                    |                    |              |              |              |              |            |            |            |            |            |            |            |            |            |            |            |            |              |              |              |              |              |              |  |  |  |  |  |  |
|                        |                        |                        |                        |                        |                        |          |          | レニエール | レニエール | レニエール | レニエール | レニエール | レニエール |            |            | ジョーム   | ジョーム   | ジョーム   | ジョーム   | ジョーム           | ジョーム           |                    |                    | フランソワ         | フランソワ         | フランソワ   | フランソワ   | フランソワ   | フランソワ   |            |            |            |            | カトリーヌ | カトリーヌ | カトリーヌ | カトリーヌ | カトリーヌ | カトリーヌ |            |            | マルグリット | マルグリット | マルグリット | マルグリット | マルグリット | マルグリット |  |  |  |  |  |  |
|                        |                        |                        |                        |                        |                        |          |          | レニエール | レニエール | レニエール | レニエール | レニエール | レニエール |            |            | ジョーム   | ジョーム   | ジョーム   | ジョーム   | ジョーム           | ジョーム           |                    |                    | フランソワ         | フランソワ         | フランソワ   | フランソワ   | フランソワ   | フランソワ   |            |            |            |            | カトリーヌ | カトリーヌ | カトリーヌ | カトリーヌ | カトリーヌ | カトリーヌ |            |            | マルグリット | マルグリット | マルグリット | マルグリット | マルグリット | マルグリット |  |  |  |  |  |  |
|                        |                        |                        |                        |                        |                        |          |          |            |            |            |            |            |            |            |            |            |            |            |            |                    |                    |                    |                    |                    |                    |              |              |              |              | ピエール   | ピエール   | ピエール   | ピエール   | ピエール   | ピエール   |            |            | バルトロメ | バルトロメ | バルトロメ | バルトロメ | バルトロメ   | バルトロメ   |              |              |              |              |  |  |  |  |  |  |
|                        |                        |                        |                        |                        |                        |          |          |            |            |            |            |            |            |            |            |            |            |            |            |                    |                    |                    |                    |                    |                    |              |              |              |              | ピエール   | ピエール   | ピエール   | ピエール   | ピエール   | ピエール   |            |            | バルトロメ | バルトロメ | バルトロメ | バルトロメ | バルトロメ   | バルトロメ   |              |              |              |              |  |  |  |  |  |  |
| ドフィーヌ             | ドフィーヌ             | ドフィーヌ             | ドフィーヌ             | ドフィーヌ             | ドフィーヌ             |          |          | ピエール   | ピエール   | ピエール   | ピエール   | ピエール   | ピエール   |            |            | エクトール | エクトール | エクトール | エクトール | エクトール         | エクトール         |                    |                    | アントワーヌ       | アントワーヌ       | アントワーヌ | アントワーヌ | アントワーヌ | アントワーヌ |            |            |            |            |            |            |            |            |            |            |            |            |              |              |              |              |              |              |  |  |  |  |  |  |
| ドフィーヌ             | ドフィーヌ             | ドフィーヌ             | ドフィーヌ             | ドフィーヌ             | ドフィーヌ             |          |          | ピエール   | ピエール   | ピエール   | ピエール   | ピエール   | ピエール   |            |            | エクトール | エクトール | エクトール | エクトール | エクトール         | エクトール         |                    |                    | アントワーヌ       | アントワーヌ       | アントワーヌ | アントワーヌ | アントワーヌ | アントワーヌ |            |            |            |            |            |            |            |            |            |            |            |            |              |              |              |              |              |              |  |  |  |  |  |  |
|                        |                        |                        |                        | ミシェル               | ミシェル               | ミシェル | ミシェル | ミシェル   | ミシェル   |            |            | ルイ       | ルイ       | ルイ       | ルイ       | ルイ       | ルイ       |            |            | ベルトラン         | ベルトラン         | ベルトラン         | ベルトラン         | ベルトラン         | ベルトラン         |              |              |              |              |            |            |            |            |            |            |            |            |            |            |            |            |              |              |              |              |              |              |  |  |  |  |  |  |

表2 クレカ（ピエール）からミシェル・ノストラダムスまでの家系図
- 基本的な凡例は「表1」と同じだが、母方については兄弟の存在の知られている親族がいないことから、直系を太字で示すことはしなかった。

## 兄弟
ノストラダムスの兄弟の中には、生没年を含め、詳しいことが分からない者たちが多い。
ドフィーヌ・ド・ノートルダム (Dauphine de Nostredame) は、ノストラダムスの姉もしくは妹。名前はデルフィーヌ (Delphine) と綴られることもある。しばしばミシェル（ノストラダムス）の妹で第二子（長女）とされるが、生年がはっきりしないため、ノストラダムスとドフィーヌのどちらが第一子だったのかは特定されていない。1576年の遺言書で「大変な高齢」 (Son extrême vieillesse) とあることから長子と推測する者もいる。 
　
生涯をサン＝レミ＝ド＝プロヴァンスで過ごし、独身を貫いた。弟のアントワーヌとのかかわりでいくつかの史料に名を見出すことができる。 1576年の遺言書では、遺産の受取人としてアントワーヌとその息子クロードを指名している。
ピエール・ド・ノートルダム (Pierre de Nostredame) は、ノストラダムスの弟のひとり。 父ジョームが1534年から1535年にかけて作成した3通の遺言書で言及されていることから存在が明らかになったが、生没年などの詳しいことは全く分かっていない。職業は香料商人（épicier）だったという。 
ルイ・ド・ノートルダム (Louis de Nostredame) は、ノストラダムスの弟のひとり。ピエールと同じく1534年から1535年の遺言書にしか見られない詳細不明の人物である 。職業は「書記・公証人」(clerc et notaire) だったらしい。ピーター・ラメジャラーはルイを1522年生まれとしているが、根拠は示されていない。
エクトール・ド・ノートルダム  (Hector de Nostredame, 生没年未詳) は、ノストラダムスの弟の一人。サン＝レミ＝ド＝プロヴァンスに生まれたが、洗礼記録などはなく、詳細は不明である。数少ない記録として、1546年4月26日付の結婚契約書が残っている。相手の名はアントワネット・ド・モルゲート (Antoinette de Morguète)  である。
アントワネットはマルティーグ島のジャン・モルゲ (Jean Morguet）とカトリーヌ・ド・ベランギエール (Catherine de Bérenguière) という夫婦の娘であったという。カトリーヌはサン＝レミとタラスコンに不動産を所有していたようである。エクトールとアントワネットの間には、1558年に一人娘フロリモンド (Florimonde de Nostredame) が生まれた。 

### ベルトラン
ベルトラン・ド・ノートルダム (Bertrand de Nostredame, 1518年 - 1602年以降) は、ノストラダムスの弟の一人。プロヴァンス州サン＝レミの商人、軍人。「ベルトラン・ド・ノストラダムス」とも名乗った。ノストラダムスの弟でノストラダムスを名乗ったのは、ジャンとベルトランだけである。 
プロヴァンス州サン＝レミで、1518年の6月4日から7月10日の間に洗礼を受けた。日付が曖昧なのは、現存している史料が不完全な形でしか残っていないためだという。名付け親が、代父ベルトラン・ユゴラン (Bertrand Hugolin)、代母ジョルダーヌ・ド・ラ・メール (Jordane de la Mer) ということは分かっている。 
1540年頃にラマノンの領主の娘であるトミーヌ・ルースと結婚した。トミーヌとの間には、クロード、ジャン、ジャンヌ、カトリーヌ、リュクレース、ブランシュという二男四女をもうけることになる。
1556年には、サン＝レミにおいて「ブルジョワにして商人」と記録されている。この時期には、サン＝レミの法廷の書記 (greffe) とも記録されている。ユグノー戦争が始まると、プロヴァンス総督のタンド伯クロード・ド・サヴォワに仕え、1568年以降、その「従者・平貴族」 (escuyer)、「射手」 (archer)、「騎兵」 (gendarme) などと記録されている。　Capitaine （隊長ないし大尉）を冠して記録されることもあった。かなりの財を成し、1573年から1574年にはサン＝レミの第一執政官にも選出された。
ベルトランの没年は分からない。最後の記録は1602年4月10日付のもので、そのときにはおよそ84歳となっていた。
子女のうち長男と推測されるクロード (Claude de Nostredame) は、ビエル (Bielle) もしくはビエローヌ (Biellone) という女性と結婚した。彼女は、ベルトランの父ジョームが一時代理を務めた貴族アントワーヌ・アルメランの娘と考えられている。クロードとビエルの間には娘トミーヌ、息子ミシェル＝ベルトランが生まれた。
トミーヌ (Thomine de Nostredame) は1574年1月4日に洗礼を受けたベルトランの孫娘である。彼女は、16世紀末にアヴィニョンの法学博士メルシオール＝ジャック・ド・ジョアニス (Melchior-Jacques de Joannis) の再婚相手となった。メルシオール＝ジャックは、ジョアニス家に嫁いだノストラダムスの叔母マルグリットの曾孫である。トミーヌは何人もの子を産んだらしいが、ジョアニスの名を継いだ男児ガブリエルは先妻の子だったという。
ミシェル＝ベルトラン (Michel-Bertrand de Nostredame, 1578年 - 1637年以前) は、一族で最も有名な大伯父「ミシェル」（ノストラダムス）と、プロヴァンス総督の従者を務めた祖父「ベルトラン」の名を与えられた男児。1578年11月1日にサン＝レミ＝ド＝プロヴァンスで洗礼を受けた。
1598年10月11日にアルルの法学博士の娘カトリーヌ・モトンヌ (Catherine Motonne)と結婚した。この時に祖父ベルトランはいくらか財産を分けたようだが、後に、それ以外の財産の半分をミシェル＝ベルトランに与えた。その財産には、ベルトランが多額の私財を投じた邸宅マス・ド・ルーサン (Mas de Roussan) も含まれており、ベルトランは大事にするよう言い含めていたらしいが、1608年には義兄メルシオール＝ジャック・ド・ジョアニスに売却してしまった（マス・ド・ルーサンは、その後もジョアニス家が何代にもわたって持ち続け、改築された邸宅が現存している）。その少し後に、妻カトリーヌと死別したらしい。子供が何人いたのか不明だが、エドガール・ルロワは、シピオン (Scipion)、ピエール、ジャック、靴職人と結婚したイザボー (Ysabeau)の4人を挙げている。ルロワが強調しているのは、そのいずれもが自分の名前すら署名できない文盲だったという事実である。つまり、代々ノートルダム家は、商人や公証人としての実務に耐えうる程度に読み書きができていたにもかかわらず、彼らはそれもできていなかったということである。
ベルトラン＝ミシェルの再婚相手ジャンヌ・ル・プチ (Jeanne le Petit) も文盲だった。ジャンヌは1637年には未亡人とされているので、それ以前にミシェル＝ベルトランは歿していたようである。
ベルトランの娘の一人ジャンヌ (Jeanne de Nostredame) は、名付け親としてアントワーヌ・アルメランの息子が立ち会った。ジャンヌは後にサロン・ド・クローの名士であったトロン・ド・クドゥレ (Tronc de Coudoulet) 家の当主と結婚した。トロン・ド・クドゥレ家からは、18世紀にノストラダムスの伝記を書いたパラメド・トロン・ド・クドゥレが現れた。
ジャン (Jean, 1547年3月生まれ) は洗礼を受けた記録くらいしか明らかになっていない。カトリーヌ (Catherine, 1552年7月生まれ) とリュクレース (Lucrece, 1554年 - 1596年以降) も受洗記録と結婚契約に関する記録など、わずかにしか伝わっていない。前者は平貴族 (escuyer) の息子ピエール・ド・リスプと、後者はアルルのブルジョワであるジャン・ドモンドとそれぞれ結婚した。また、リュクレースは1596年のベルトランの遺言書で言及されていることから、それまでは確実に生きていたと考えられている。
ブランシュ・ド・ノートルダム (Blanche de Nostredame, 1555年 - 1568年以前) は、ベルトランの末娘である。1555年11月19日の洗礼には、ノストラダムスが代父として立ち会った。ノストラダムスが甥や姪の洗礼に代父として参加した例は、今のところ他に確認されていない。ブランシュの名は、1568年11月11日付のベルトランの遺言書には見られない。そのため、13歳の誕生日を迎えるよりも前に亡くなったものと推測されている。
| ベルトラン | ベルトラン | ベルトラン | ベルトラン | ベルトラン | ベルトラン |  |  | トミーヌ・ルース     | トミーヌ・ルース     | トミーヌ・ルース     | トミーヌ・ルース     | トミーヌ・ルース     | トミーヌ・ルース     |  |  |                                |                                |                                |                                |                                |                                |  |  |            |            |            |            |            |            |  |  |              |              |              |              |              |              |  |  |            |            |            |            |            |            |  |  |  |  |  |  |  |  |  |  |  |  |
| ベルトラン | ベルトラン | ベルトラン | ベルトラン | ベルトラン | ベルトラン |  |  | トミーヌ・ルース     | トミーヌ・ルース     | トミーヌ・ルース     | トミーヌ・ルース     | トミーヌ・ルース     | トミーヌ・ルース     |  |  |                                |                                |                                |                                |                                |                                |  |  |            |            |            |            |            |            |  |  |              |              |              |              |              |              |  |  |            |            |            |            |            |            |  |  |  |  |  |  |  |  |  |  |  |  |
|            |            |            |            |            |            |  |  |                      |                      |                      |                      |                      |                      |  |  |                                |                                |                                |                                |                                |                                |  |  |            |            |            |            |            |            |  |  |              |              |              |              |              |              |  |  |            |            |            |            |            |            |  |  |  |  |  |  |  |  |  |  |  |  |
|            |            |            |            |            |            |  |  |                      |                      |                      |                      |                      |                      |  |  |                                |                                |                                |                                |                                |                                |  |  |            |            |            |            |            |            |  |  |              |              |              |              |              |              |  |  |            |            |            |            |            |            |  |  |  |  |  |  |  |  |  |  |  |  |
| クロード   | クロード   | クロード   | クロード   | クロード   | クロード   |  |  | ジャンヌ             | ジャンヌ             | ジャンヌ             | ジャンヌ             | ジャンヌ             | ジャンヌ             |  |  | ジャン                         | ジャン                         | ジャン                         | ジャン                         | ジャン                         | ジャン                         |  |  | カトリーヌ | カトリーヌ | カトリーヌ | カトリーヌ | カトリーヌ | カトリーヌ |  |  | リュクレース | リュクレース | リュクレース | リュクレース | リュクレース | リュクレース |  |  | ブランシュ | ブランシュ | ブランシュ | ブランシュ | ブランシュ | ブランシュ |  |  |  |  |  |  |  |  |  |  |  |  |
| クロード   | クロード   | クロード   | クロード   | クロード   | クロード   |  |  | ジャンヌ             | ジャンヌ             | ジャンヌ             | ジャンヌ             | ジャンヌ             | ジャンヌ             |  |  | ジャン                         | ジャン                         | ジャン                         | ジャン                         | ジャン                         | ジャン                         |  |  | カトリーヌ | カトリーヌ | カトリーヌ | カトリーヌ | カトリーヌ | カトリーヌ |  |  | リュクレース | リュクレース | リュクレース | リュクレース | リュクレース | リュクレース |  |  | ブランシュ | ブランシュ | ブランシュ | ブランシュ | ブランシュ | ブランシュ |  |  |  |  |  |  |  |  |  |  |  |  |
|            |            |            |            |            |            |  |  | （数代略）           | （数代略）           | （数代略）           | （数代略）           | （数代略）           | （数代略）           |  |  | パラメド・トロン・ド・クドゥレ | パラメド・トロン・ド・クドゥレ | パラメド・トロン・ド・クドゥレ | パラメド・トロン・ド・クドゥレ | パラメド・トロン・ド・クドゥレ | パラメド・トロン・ド・クドゥレ |  |  |            |            |            |            |            |            |  |  |              |              |              |              |              |              |  |  |            |            |            |            |            |            |  |  |  |  |  |  |  |  |  |  |  |  |
|            |            |            |            |            |            |  |  | （数代略）           | （数代略）           | （数代略）           | （数代略）           | （数代略）           | （数代略）           |  |  | パラメド・トロン・ド・クドゥレ | パラメド・トロン・ド・クドゥレ | パラメド・トロン・ド・クドゥレ | パラメド・トロン・ド・クドゥレ | パラメド・トロン・ド・クドゥレ | パラメド・トロン・ド・クドゥレ |  |  |            |            |            |            |            |            |  |  |              |              |              |              |              |              |  |  |            |            |            |            |            |            |  |  |  |  |  |  |  |  |  |  |  |  |
|            |            |            |            |            |            |  |  |                      |                      |                      |                      |                      |                      |  |  |                                |                                |                                |                                |                                |                                |  |  |            |            |            |            |            |            |  |  |              |              |              |              |              |              |  |  |            |            |            |            |            |            |  |  |  |  |  |  |  |  |  |  |  |  |
|            |            |            |            |            |            |  |  |                      |                      |                      |                      |                      |                      |  |  |                                |                                |                                |                                |                                |                                |  |  |            |            |            |            |            |            |  |  |              |              |              |              |              |              |  |  |            |            |            |            |            |            |  |  |  |  |  |  |  |  |  |  |  |  |
| トミーヌ   | トミーヌ   | トミーヌ   | トミーヌ   | トミーヌ   | トミーヌ   |  |  | ミシェル＝ベルトラン | ミシェル＝ベルトラン | ミシェル＝ベルトラン | ミシェル＝ベルトラン | ミシェル＝ベルトラン | ミシェル＝ベルトラン |  |  |                                |                                |                                |                                |                                |                                |  |  |            |            |            |            |            |            |  |  |              |              |              |              |              |              |  |  |            |            |            |            |            |            |  |  |  |  |  |  |  |  |  |  |  |  |
| トミーヌ   | トミーヌ   | トミーヌ   | トミーヌ   | トミーヌ   | トミーヌ   |  |  | ミシェル＝ベルトラン | ミシェル＝ベルトラン | ミシェル＝ベルトラン | ミシェル＝ベルトラン | ミシェル＝ベルトラン | ミシェル＝ベルトラン |  |  |                                |                                |                                |                                |                                |                                |  |  |            |            |            |            |            |            |  |  |              |              |              |              |              |              |  |  |            |            |            |            |            |            |  |  |  |  |  |  |  |  |  |  |  |  |
|            |            |            |            |            |            |  |  |                      |                      |                      |                      |                      |                      |  |  |                                |                                |                                |                                |                                |                                |  |  |            |            |            |            |            |            |  |  |              |              |              |              |              |              |  |  |            |            |            |            |            |            |  |  |  |  |  |  |  |  |  |  |  |  |
| シピオン   | シピオン   | シピオン   | シピオン   | シピオン   | シピオン   |  |  | ピエール             | ピエール             | ピエール             | ピエール             | ピエール             | ピエール             |  |  | ジャック                       | ジャック                       | ジャック                       | ジャック                       | ジャック                       | ジャック                       |  |  | イザボー   | イザボー   | イザボー   | イザボー   | イザボー   | イザボー   |  |  |              |              |              |              |              |              |  |  |            |            |            |            |            |            |  |  |  |  |  |  |  |  |  |  |  |  |

表3 ベルトランの家系図
- 凡例は表1に準ずるが、トミーヌ・ルース以外の配偶者は省略した。

### ジャン
ジャン・ド・ノートルダム (Jean/Jehan de Nostredame, 1522年 - 1577年頃) は、フランスの法曹家、歴史家。ノストラダムスの弟のひとり。プロヴァンス史（特に文学史）の研究を行い、『最も名高い昔のプロヴァンス詩人たちの生涯』を刊行した。 
ジャンについてはかつて主張された1507年生まれという説と、1522年2月19日という洗礼記録に基づくルロワの説がある。生年自体がそのように不確かなため、少年期・青年期についての詳しいことも分かっていない。 
1543年頃から1555年頃にはエクス＝アン＝プロヴァンスで公証人として活動し、それ以降、20年以上にわたりエクスの高等法院検事（procureur）を長くつとめた。 
ジャンは本業の傍らでプロヴァンス史研究を行っており、その成果の一部は『最も名高い昔のプロヴァンス詩人たちの生涯』（リヨン、アレクサンドル・ド・マルシリ、1575年）として刊行された。ほか、800ページ近くに及ぶプロヴァンス史研究の草稿がエクスの市立図書館に現存している。これは生前刊行されることはなかったが、甥のセザール・ド・ノートルダムがこの研究を引き継ぎ、『プロヴァンスの歴史と年代記』（1614年）として出版している。
かつては1590年歿とされていたが、現在では様々な状況証拠から1577年初め頃に歿したと推測されている。

### アントワーヌ
アントワーヌ・ド・ノートルダム (Antoine de Nostredame, 1523年 - 1597年以降) は、ノストラダムスの弟の一人。サン＝レミ＝ド＝プロヴァンスの役人、法曹家。
1523年4月27日に洗礼を受けた記録がある。1547年から1597年までについては、公証人バディナンクによる記録に多く見出せる。このため、そのときまで生きていたことは確かだが、正確な没年は不明である。
職業は記録によって様々で、1550年から1551年にはサン＝レミの徴税吏 (exacteur de la taille)、1557年には同市の検事 (procureur)、1558年には同市の執政官 (consul) および法廷の書記 (greffier) などとして記録されている。また、しばしば「プラチシャン」 (praticien) という肩書きが名前に付けられている。
正確な時期は不明だが、カヴァイヨンのロワーズ・ベルルと結婚し、名前が分かっているだけでもジャン、エクトール、ジャンヌ、クロード、アンヌ、カトリーヌ、デルフィーヌ、ピエール、ブノワ、ダマリーという10子をもうけた。女児5人とエクトールについては出生時の洗礼記録か結婚契約くらいしか知られていない。男児については、ジャンは職業不明だが、服飾業者のもとで徒弟修業をしたことが分かっている。
三男クロード（Claude de Nostredame, 1550年2月20日 - 1611年頃）は長年検事を務め、父と同じようにしばしばプラチシャンと呼ばれている。ディアーヌ・ド・ベルニエールという女性との間にピエール、ローラン、マルグリット、シビル、ダマリーという2男3女をもうけた。
四男ピエールはアルル近郊のモンマジュールのサン＝ピエール修道院 (L'abbaye Saint-Pierre de Montmajour) で修道士になった。五男ブノワは軽騎兵隊に属した軍人で、ポールという息子がいたことが分かっている。
| アントワーヌ | アントワーヌ | アントワーヌ | アントワーヌ | アントワーヌ | アントワーヌ |            |            | ロワーズ・ベルル | ロワーズ・ベルル | ロワーズ・ベルル | ロワーズ・ベルル | ロワーズ・ベルル | ロワーズ・ベルル |          |          |              |              |              |              |              |              |            |            |              |              |              |              |              |              |          |          |          |          |          |          |          |          |        |        |          |          |          |          |          |          |  |  |  |  |  |  |  |  |  |  |  |  |  |  |  |  |  |  |  |  |  |  |  |  |  |  |  |  |  |  |  |  |
| アントワーヌ | アントワーヌ | アントワーヌ | アントワーヌ | アントワーヌ | アントワーヌ |            |            | ロワーズ・ベルル | ロワーズ・ベルル | ロワーズ・ベルル | ロワーズ・ベルル | ロワーズ・ベルル | ロワーズ・ベルル |          |          |              |              |              |              |              |              |            |            |              |              |              |              |              |              |          |          |          |          |          |          |          |          |        |        |          |          |          |          |          |          |  |  |  |  |  |  |  |  |  |  |  |  |  |  |  |  |  |  |  |  |  |  |  |  |  |  |  |  |  |  |  |  |
|              |              |              |              |              |              |            |            |                  |                  |                  |                  |                  |                  |          |          |              |              |              |              |              |              |            |            |              |              |              |              |              |              |          |          |          |          |          |          |          |          |        |        |          |          |          |          |          |          |  |  |  |  |  |  |  |  |  |  |  |  |  |  |  |  |  |  |  |  |  |  |  |  |  |  |  |  |  |  |  |  |
|              |              |              |              |              |              |            |            |                  |                  |                  |                  |                  |                  |          |          |              |              |              |              |              |              |            |            |              |              |              |              |              |              |          |          |          |          |          |          |          |          |        |        |          |          |          |          |          |          |  |  |  |  |  |  |  |  |  |  |  |  |  |  |  |  |  |  |  |  |  |  |  |  |  |  |  |  |  |  |  |  |
| ジャン       | ジャン       | ジャン       | ジャン       | ジャン       | ジャン       |            |            | ジャンヌ         | ジャンヌ         | ジャンヌ         | ジャンヌ         | ジャンヌ         | ジャンヌ         |          |          | アンヌ       | アンヌ       | アンヌ       | アンヌ       | アンヌ       | アンヌ       |            |            | デルフィーヌ | デルフィーヌ | デルフィーヌ | デルフィーヌ | デルフィーヌ | デルフィーヌ |          |          | ブノワ   | ブノワ   | ブノワ   | ブノワ   | ブノワ   | ブノワ   |        |        | ダマリー | ダマリー | ダマリー | ダマリー | ダマリー | ダマリー |  |  |  |  |  |  |  |  |  |  |  |  |  |  |  |  |  |  |  |  |  |  |  |  |  |  |  |  |  |  |  |  |
| ジャン       | ジャン       | ジャン       | ジャン       | ジャン       | ジャン       |            |            | ジャンヌ         | ジャンヌ         | ジャンヌ         | ジャンヌ         | ジャンヌ         | ジャンヌ         |          |          | アンヌ       | アンヌ       | アンヌ       | アンヌ       | アンヌ       | アンヌ       |            |            | デルフィーヌ | デルフィーヌ | デルフィーヌ | デルフィーヌ | デルフィーヌ | デルフィーヌ |          |          | ブノワ   | ブノワ   | ブノワ   | ブノワ   | ブノワ   | ブノワ   |        |        | ダマリー | ダマリー | ダマリー | ダマリー | ダマリー | ダマリー |  |  |  |  |  |  |  |  |  |  |  |  |  |  |  |  |  |  |  |  |  |  |  |  |  |  |  |  |  |  |  |  |
|              |              |              |              | エクトール   | エクトール   | エクトール | エクトール | エクトール       | エクトール       |                  |                  | クロード         | クロード         | クロード | クロード | クロード     | クロード     |              |              | カトリーヌ   | カトリーヌ   | カトリーヌ | カトリーヌ | カトリーヌ   | カトリーヌ   |              |              | ピエール     | ピエール     | ピエール | ピエール | ピエール | ピエール |          |          | ポール   | ポール   | ポール | ポール | ポール   | ポール   |          |          |          |          |  |  |  |  |  |  |  |  |  |  |  |  |  |  |  |  |  |  |  |  |  |  |  |  |  |  |  |  |  |  |  |  |
|              |              |              |              | エクトール   | エクトール   | エクトール | エクトール | エクトール       | エクトール       |                  |                  | クロード         | クロード         | クロード | クロード | クロード     | クロード     |              |              | カトリーヌ   | カトリーヌ   | カトリーヌ | カトリーヌ | カトリーヌ   | カトリーヌ   |              |              | ピエール     | ピエール     | ピエール | ピエール | ピエール | ピエール |          |          | ポール   | ポール   | ポール | ポール | ポール   | ポール   |          |          |          |          |  |  |  |  |  |  |  |  |  |  |  |  |  |  |  |  |  |  |  |  |  |  |  |  |  |  |  |  |  |  |  |  |
|              |              |              |              |              |              |            |            |                  |                  |                  |                  |                  |                  |          |          |              |              |              |              |              |              |            |            |              |              |              |              |              |              |          |          |          |          |          |          |          |          |        |        |          |          |          |          |          |          |  |  |  |  |  |  |  |  |  |  |  |  |  |  |  |  |  |  |  |  |  |  |  |  |  |  |  |  |  |  |  |  |
|              |              |              |              |              |              |            |            |                  |                  |                  |                  |                  |                  |          |          |              |              |              |              |              |              |            |            |              |              |              |              |              |              |          |          |          |          |          |          |          |          |        |        |          |          |          |          |          |          |  |  |  |  |  |  |  |  |  |  |  |  |  |  |  |  |  |  |  |  |  |  |  |  |  |  |  |  |  |  |  |  |
| ピエール     | ピエール     | ピエール     | ピエール     | ピエール     | ピエール     |            |            | ローラン         | ローラン         | ローラン         | ローラン         | ローラン         | ローラン         |          |          | マルグリット | マルグリット | マルグリット | マルグリット | マルグリット | マルグリット |            |            | シビル       | シビル       | シビル       | シビル       | シビル       | シビル       |          |          | ダマリー | ダマリー | ダマリー | ダマリー | ダマリー | ダマリー |        |        |          |          |          |          |          |          |  |  |  |  |  |  |  |  |  |  |  |  |  |  |  |  |  |  |  |  |  |  |  |  |  |  |  |  |  |  |  |  |

表4 アントワーヌの家系図
- 凡例は表1に準ずるが、ロワーズ・ベルル以外の配偶者は省略した。

## 妻子

### 妻
アンリエット・ダンコス  (Henriette d'Encausse) は、ノストラダムスと1531年にアジャンで結婚契約書を交わした女性である。この文書は1990年代に発見された。ジャン＝エメ・ド・シャヴィニーの伝記に出てくる、幼い子ども2人とともに1530年代に病死した最初の妻と同一視されている。

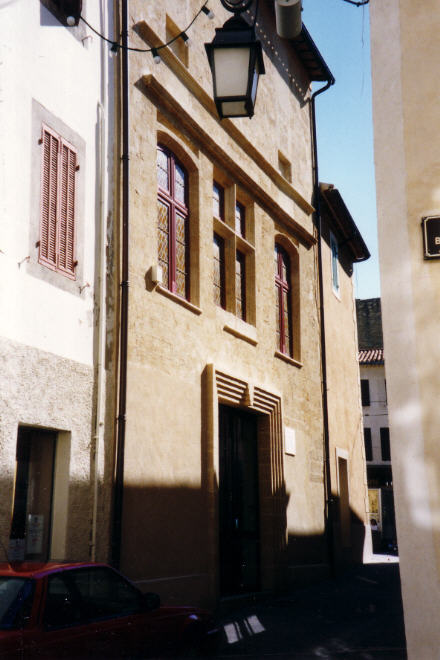
サロンのノストラダムスの家

アンヌ・ポンサルド (Anne Ponsarde, 1582年7月18日没) は、サロン・ド・クローの住民、ノストラダムスの再婚相手。ノストラダムスとの間に3男3女をもうけた。 名前はアンヌ・ポンサール（Anne Ponsard）と表記されることもある。最後にジュメルをつけて「アンヌ・ポンサルド・ジュメル」とされることもあるが、ジュメル (Gemelle) は中期フランス語で「双子」の意味であり、双子だったらしい彼女のあだ名のようなもので、名前の一部ではない。　 
ノストラダムスとは1547年11月11日に結婚契約書を交わした。ノストラダムスと結婚する前のアンヌの経歴は、前の夫が弁護士ジャン・ボーム (Jean Beaulme) だった事くらいしか分かっていない。 
生まれた年自体が不明だが、再婚時に仲介の労をとったトミーヌ・ルースとは幼馴染であったらしいので、それをもとに再婚時に30歳くらいだったとする説もある。他方で再婚後14年間に6子をもうけていることから、かなり若かったと推測する者もいる。 

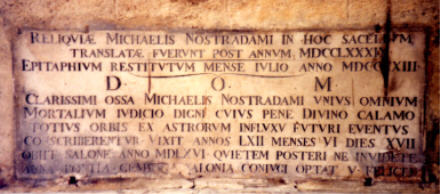
ノストラダムスの墓碑銘（1813年の複製）

ノストラダムスの墓碑銘はアンヌの名で刻まれている。ただし、実際に文面を起草したのは、息子のセザール・ド・ノートルダムだったらしい。 
1582年7月7日に、息子セザールが知人のトリポリ公の暗殺事件に居合わせ、危うく命を落とすところだったという話を聞き、寝こんでしまう。そのまま、11日後に帰らぬ人となった。死後、当時ノストラダムスが葬られていたのと同じ、サロンのフランシスコ会修道院附属教会に埋葬された。 

### 長女
マドレーヌ・ド・ノートルダム (Madeleine / Magdeleine de Nostredame, 1551年頃 - 1623年) は、ノストラダムスの長女（第一子）。 1551年頃の生まれというのはルロワの推測であって、正確な生年は全くわからない。1553年12月に生まれたセザールがマドレーヌのことを「姉」 (la soeur aînée) と明言していることなどからして、それ以前に生まれていたことだけははっきりしている。
マドレーヌの若いときのことはあまり分かっていない。ノストラダムスがマドレーヌに言及しているのではと推測される手紙はある。1565年7月7日付のハンス・ロベット宛の手紙がそれである。その中でノストラダムスは、エクス＝アン＝プロヴァンスから帰ってきた自分に、娘がロベットからの手紙を手渡してくれたと語っている。マドレーヌが当時14歳前後と考えられるのに対し、2人の妹はそれぞれ5歳と4歳位で手伝いをするには少々幼いため、ここで言及されている娘がマドレーヌではないかとも考えられるわけだ。なお、イアン・ウィルソンはここからさらに推測を進め、当時マドレーヌがノストラダムスの事務的な手伝いをしていた可能性があるとしている。 
ノストラダムスは死が目前に迫った1566年6月に作成した遺言書で、マドレーヌに対し、結婚時の持参金として600エキュを贈ることに決めた。さらに、2週間ほど後の遺言書添え書きでは、指輪、宝石などの宝飾品類も贈ることにした。 
後にマドレーヌは、ローリとオペードの男爵 (baron de Lauris et d'Oppède) であるクロード・ド・ペリュシスと結婚した。結婚した時期は不明だが、この結婚に反対していたクロードの父が亡くなった1577年以降のことだったようである。のちに、一人息子で夫と同名のクロードを生んでいる。マドレーヌは1623年に歿し、4月7日にローリで埋葬された。

### 長男

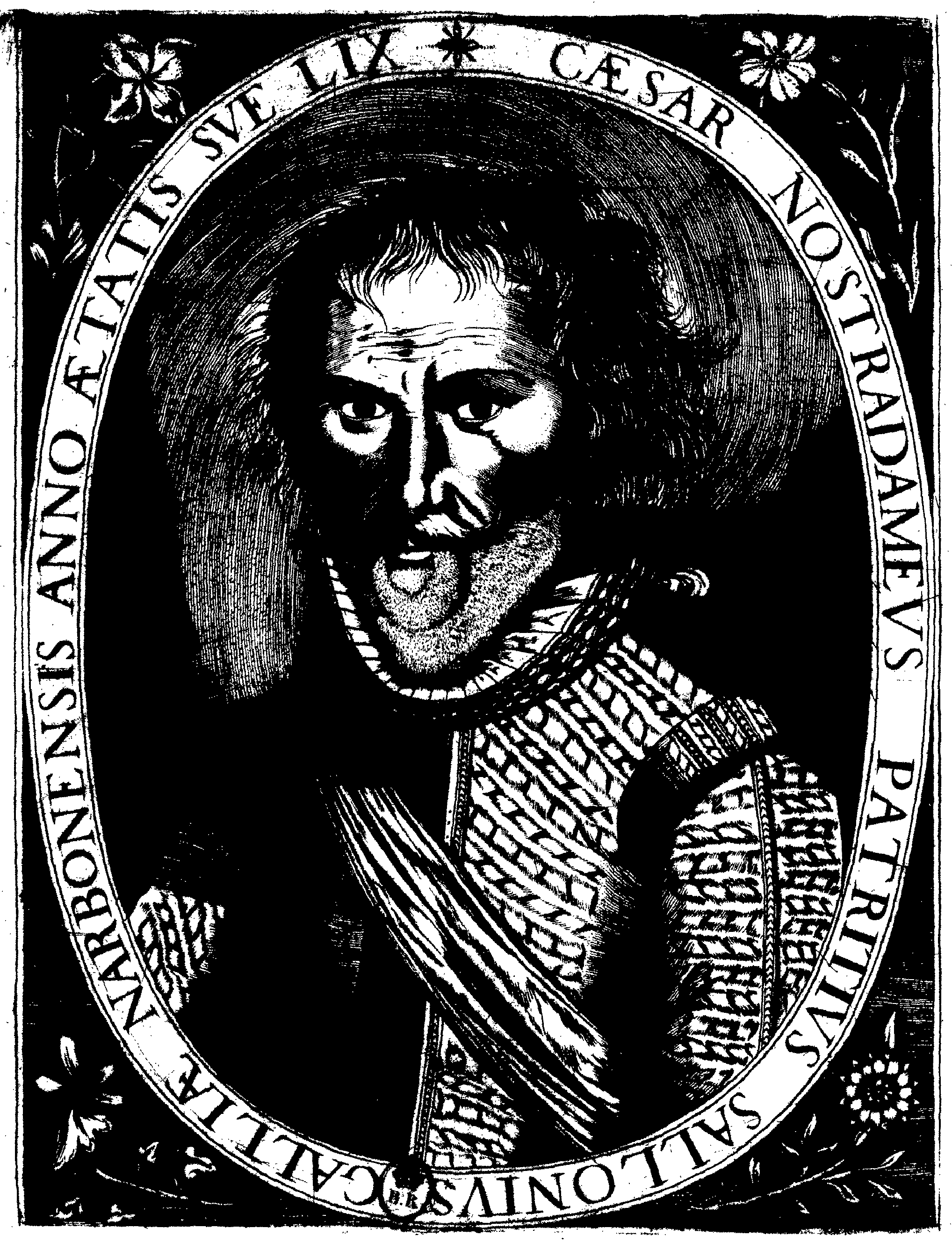
セザールの肖像画

セザール・ド・ノートルダム (César de Nostredame, 1553年12月18日-1630年?) は、ノストラダムスの長男で、詩人、歴史家として著作を残し、画家としてもいくつかの作品を手がけた。 
1553年12月18日、サロン・ド・クローで生まれた。画才にもある程度恵まれ、青年期には、パリの複数の画家に師事していたことがあったようである。登場人物のポーズや情景の色彩といった、視覚的な美しさを丁寧に描き出すことを特徴のひとつとする彼の詩には、そうした画家としての蓄積が投影されているとする専門家もいる。 
のち、サロンの名士として市政に携わり、1598年には筆頭執政官になっている。1600年11月に王妃マリー・ド・メディシスがサロンに入市した際に出迎えたのは、セザールであったという。その傍ら作詩を中心とする文芸活動を行っていた。セザールがいつ頃から作詩を行っていたかは定かではないが、1590年代半ばから、複数の著作に詩や序文を寄せている。
また、具体的な期間は不明であるが、叔父ジャンの研究を引き継ぐ形で郷土史研究も行っていたものと推測され、その成果は1614年に1000ページを超える大著『プロヴァンスの歴史と年代記』として結実した。 
セザールの没年は1629年とされることが多かったが、現在では1630年1月23日付の遺言書が確認されている。なお、1604年に水利技師アダン・ド・クラポンヌの縁者に当たるクレール・ド・グリニャンと結婚したものの、子供はいなかった。 

### 次男
シャルル・ド・ノートルダム (Charles de Nostredame, 1556年 - 1629年12月頃) は、ノストラダムスの次男（第三子）で、軍人、詩人であった。 
1556年にサロン・ド・クローに生まれた。幼い頃のことはよく分かっていない。ノストラダムスが1566年に没した際には、遺言によって、母親、兄、弟とともに家の権利を分有した。遺言が誠実に執行されたのなら、自身が25歳になった際に100エキュを受け取ったはずだが、弟アンドレが25歳になった時点（1582年）で家の所有権は失ったことになる。 
1588年2月17日にジャン・ベックの娘ルイーズ・ベック (Louise Becq) と結婚し、アルル近郊のアラン (Alleins) に移住した。そのほぼ2年後には、娘アンヌが生まれている。結局、シャルルの子はこの娘だけだったようである。 
シャルルは1594年に、サロン市の法律家で母アンヌの従兄弟にあたるピエール・オジエから「サロン市の隊長」(Capitaine de la ville de Salon) という称号を与えられている。 
詩人としても活動しており、代表作としては正式名が伝わっていない「古き時代のプロヴァンス詩人たちを褒め称えるオード」があったとされる。ただし、ルロワはそれを兄セザールがピエール・ポーの作品に寄せた序文と混同したものではないかとしている。 
シャルルは1629年12月頃に歿したと考えられている。それというのは、兄セザールがオジエに送った1629年12月18日付の手紙のなかで、「弟シャルルが最近天に召された」と報告しているためである。

### 三男
アンドレ・ド・ノートルダム (André de Nostredame, 1557年11月3日 - 1601年12月2日) は、ノストラダムスの三男（第四子）。後半生を修道士として過ごした。 
アンドレは1557年11月3日にプロヴァンス州サロン・ド・クローに生まれた。幼いころのことはよく分かっていない。 ノストラダムスが1566年に没した際には、遺言によって、母親や2人の兄とともに家の権利を分有した。遺言が誠実に執行されたのなら、自身が25歳になった際（1582年）に100エキュを受け取るのと引き換えに、家の所有権は失ったことになる。
それ以降のアンドレの生涯について現在知られている話は、もっぱらピエール＝ジョゼフ・ド・エーツに依拠している。エーツは『ノストラダムスの生涯』（1712年）の時点では、カプチン会修道士としている三男の名前すら「知らない」としていたが、手稿「アンドレ・ノストラダムスに関する覚書」（執筆時期未詳）を遺している。その信頼性は不明だが、エドガール・ルロワ、ピーター・ラメジャラー、イアン・ウィルソンらも踏襲しているので、ここでもそれに従う。 
アンドレは若いころプロヴァンス総督アンリ・ダングレームに従者として仕えていた。しかし、決闘でサロンのコルニヨンと名乗る人物 (un Cornillon) を殺めたことから投獄された。獄中において神に祈り、無事出所できたなら一生を信仰にささげると誓った。出所後に誓約に従って、1587年12月14日にサロンのフランシスコ会修道院に入り、名をセラファン・ノストラダムス (Séraphin Nostradamus) と改めて、残る生涯を修道会での生活にささげたという。 
確認されている範囲でのアンドレの唯一の作品として、出版されることのなかった手稿『プロヴァンスの名士アンドレ・ド・ノートルダムの韻文による宗教的懺悔』(Le repentir spirituel de André de Nostredame Gentilhomme Provençal en stances) が現存している。 これは、修道院に入る3ヶ月ほど前にあたる1587年9月頃に執筆された詩である。現存するのは51葉で、表裏に書かれている。おおよそのサイズは 27.5cm x 19 cm で、製本はされていない。2007年のオークションに出品されたが、落札者は不明である。
1601年12月2日にブリニョールにて44歳で歿したとされる。ルロワはこの出典としてポレー師 (l'abbé Paulet) 著『サン＝レミ＝ド＝プロヴァンス』という文献を挙げる一方で、1597年に兄セザールが作成した遺言書にはアンドレへの言及がないことにも触れている。 
なお、ルロワによれば、1630年に作成されたセザールの遺言書では、サロンのフランシスコ会修道院への蔵書の寄贈を表明した際に、そこに弟 (un frère) の遺灰が保存されていることに触れているという。 

### 次女
アンヌ・ド・ノートルダム (Anne de Nostredame, 1559年12月15日 - 1597年以前) は、ノストラダムスの次女（第五子）。 
1559年12月15日にプロヴァンス州サロン・ド・クローで生まれた。かつてルロワらの研究では1558年頃の生まれとされていたが、兄セザールの自筆らしき手稿によって正確な生年月日が特定された。 
トゥーロンの有力者ピエール・ド・スヴァ（Pierre de Seva）と結婚し、息子メルシオール・ド・スヴァ (Melchior de Seva) を生んだ。
アンヌの正確な没年は不明だが、1597年付のセザールの遺言書原稿で既に故人として扱われていることから、それ以前に亡くなったと考えられている。 

### 三女
ディアーヌ・ド・ノートルダム (Diane de Nostredame, 1561年 - 1630年以降) は、ノストラダムスとアンヌ・ポンサルドの間に生まれた三女（第六子、末子）。ノストラダムスの子供の中で最後に生まれ、おそらく最後に亡くなった。 
プロヴァンス州サロン・ド・クローに生まれ、1561年9月8日に洗礼を受けた。1564年10月に国王シャルル9世と母后カトリーヌ・ド・メディシスがサロンの町に立ち寄った際には、他の兄姉とともに一家で謁見を果たした。 
その後の詳しい生涯は不明だが、気難しい性格で独身を貫いたことは分かっている。長兄セザールが1630年に作成した遺言書では、セザールの残す物財全ての用益権と200エキュが、当時70歳近かったディアーヌに贈られている。
| ミシェル（ノストラダムス） | ミシェル（ノストラダムス） | ミシェル（ノストラダムス） | ミシェル（ノストラダムス） | ミシェル（ノストラダムス） | ミシェル（ノストラダムス） |  |  | アンヌ・ポンサルド | アンヌ・ポンサルド | アンヌ・ポンサルド | アンヌ・ポンサルド | アンヌ・ポンサルド | アンヌ・ポンサルド |  |  |          |          |          |          |          |          |  |  |          |          |          |          |          |          |  |  |                          |                          |                          |                          |                          |                          |  |  |            |            |            |            |            |            |  |  |  |  |  |  |  |  |  |  |  |  |  |  |  |  |  |  |  |  |  |  |  |  |  |  |  |  |
| ミシェル（ノストラダムス） | ミシェル（ノストラダムス） | ミシェル（ノストラダムス） | ミシェル（ノストラダムス） | ミシェル（ノストラダムス） | ミシェル（ノストラダムス） |  |  | アンヌ・ポンサルド | アンヌ・ポンサルド | アンヌ・ポンサルド | アンヌ・ポンサルド | アンヌ・ポンサルド | アンヌ・ポンサルド |  |  |          |          |          |          |          |          |  |  |          |          |          |          |          |          |  |  |                          |                          |                          |                          |                          |                          |  |  |            |            |            |            |            |            |  |  |  |  |  |  |  |  |  |  |  |  |  |  |  |  |  |  |  |  |  |  |  |  |  |  |  |  |
|                            |                            |                            |                            |                            |                            |  |  |                    |                    |                    |                    |                    |                    |  |  |          |          |          |          |          |          |  |  |          |          |          |          |          |          |  |  |                          |                          |                          |                          |                          |                          |  |  |            |            |            |            |            |            |  |  |  |  |  |  |  |  |  |  |  |  |  |  |  |  |  |  |  |  |  |  |  |  |  |  |  |  |
|                            |                            |                            |                            |                            |                            |  |  |                    |                    |                    |                    |                    |                    |  |  |          |          |          |          |          |          |  |  |          |          |          |          |          |          |  |  |                          |                          |                          |                          |                          |                          |  |  |            |            |            |            |            |            |  |  |  |  |  |  |  |  |  |  |  |  |  |  |  |  |  |  |  |  |  |  |  |  |  |  |  |  |
| マドレーヌ                 | マドレーヌ                 | マドレーヌ                 | マドレーヌ                 | マドレーヌ                 | マドレーヌ                 |  |  | セザール           | セザール           | セザール           | セザール           | セザール           | セザール           |  |  | シャルル | シャルル | シャルル | シャルル | シャルル | シャルル |  |  | アンドレ | アンドレ | アンドレ | アンドレ | アンドレ | アンドレ |  |  | アンヌ                   | アンヌ                   | アンヌ                   | アンヌ                   | アンヌ                   | アンヌ                   |  |  | ディアーヌ | ディアーヌ | ディアーヌ | ディアーヌ | ディアーヌ | ディアーヌ |  |  |  |  |  |  |  |  |  |  |  |  |  |  |  |  |  |  |  |  |  |  |  |  |  |  |  |  |
| マドレーヌ                 | マドレーヌ                 | マドレーヌ                 | マドレーヌ                 | マドレーヌ                 | マドレーヌ                 |  |  | セザール           | セザール           | セザール           | セザール           | セザール           | セザール           |  |  | シャルル | シャルル | シャルル | シャルル | シャルル | シャルル |  |  | アンドレ | アンドレ | アンドレ | アンドレ | アンドレ | アンドレ |  |  | アンヌ                   | アンヌ                   | アンヌ                   | アンヌ                   | アンヌ                   | アンヌ                   |  |  | ディアーヌ | ディアーヌ | ディアーヌ | ディアーヌ | ディアーヌ | ディアーヌ |  |  |  |  |  |  |  |  |  |  |  |  |  |  |  |  |  |  |  |  |  |  |  |  |  |  |  |  |
| クロード・ド・ペリュシス   | クロード・ド・ペリュシス   | クロード・ド・ペリュシス   | クロード・ド・ペリュシス   | クロード・ド・ペリュシス   | クロード・ド・ペリュシス   |  |  |                    |                    |                    |                    |                    |                    |  |  | アンヌ   | アンヌ   | アンヌ   | アンヌ   | アンヌ   | アンヌ   |  |  |          |          |          |          |          |          |  |  | メルシオール・ド・スヴァ | メルシオール・ド・スヴァ | メルシオール・ド・スヴァ | メルシオール・ド・スヴァ | メルシオール・ド・スヴァ | メルシオール・ド・スヴァ |  |  |            |            |            |            |            |            |  |  |  |  |  |  |  |  |  |  |  |  |  |  |  |  |  |  |  |  |  |  |  |  |  |  |  |  |

表5 ノストラダムスの子孫の家系図
- 子女の配偶者は略した。